# 下之鄉站
下之鄉站（日语：／ Shimonogo eki */?）是位於長野縣上田市大字下之鄉，上田電鐵的別所線車站。車站編號為BE09。

## 歷史
- 1921年（大正10年）6月17日：上田溫泉電軌川西線車站啟用[1]。
- 1926年（大正15年）8月12日：依田窪線終點站開業。
- 1939年（昭和14年）
  - 3月19日：路線名稱變更，川西線改名為別所線，依田窪線改名為西丸子線。
  - 9月1日：公司名稱改變，成為上田電鐵的車站。
- 1943年（昭和18年）10月21日：公司合併，成為上田丸子電鐵的車站。
- 1961年（昭和36年）6月29日：西丸子線由於同月25日發生暴雨而暫停服務。
- 1963年（昭和38年）11月1日：西丸子線廢止。
- 1969年（昭和44年）5月31日：公司名稱改變，成為上田交通的車站。
- 1986年（昭和61年）10月1日：車廠從上田原遷移至此站[1]。
- 2005年（平成17年）10月3日：鐵路部門分拆為子公司，成為上田電鐵的車站。

### 上田丸子電鐵 下之鄉站
上田丸子電鐵車站位於現時車站南邊，部分變成了留置線。
上田溫泉電氣軌道西丸子線在啟用當初的路線名為依田窪線，當初路線是計劃從上田站直接連接丸子町，因此車站鄰接西丸子線月台，該處的路軌也連接了別所線（當時名為川西線）的路軌。使上田站前往西丸子站的時候，列車可在此站駛入西丸子線月台。
但是在上田丸子電鐵的時代，沒有列車班次從上田站駛入西丸子線，別所線與西丸子線之間的路軌的用途變為讓西丸子線的列車回廠和出廠之間，這些列車會停泊在上田原站內的電車區。而西丸子線的列車與別所線同樣屬於上田原電車區。
在西丸子線廢止後，月台變成了放置雜物的地方。在無人車站時代起至上田交通時代，西丸子線的月台荒廢了。現時已經翻新，成為了上田電鐵直營的鐵路資料館，只於舉行活動時才開放。

## 車站構造
車站是一座地面車站，設有1面2線島式月台。站前設有迴旋路形狀的廣場。車站出入口與月台之間設有站內平交道。月台上沒有廁所。別所線月台旁設有西丸子線的舊站構造物，在深夜至早上會被鎖上。此站是別所線中途車站中，唯一整日設有職員當值，車站職員負責在售票櫃臺中售票，以及在月台出入口處收取下車乘客的車費。此站設有1座自動售票機。上田電鐵所登記的總部地址是位於站內。車站內設有車廠、留置線和變電站。設有列車從此站出發或作終點站，首班車與尾班車也以此站為終/起點站。此站是上田電鐵唯一設有夜間停泊的車站。在月台上設有上田丸子電鐵時代的設備，後來車站大樓經過翻新。車站內設有車站事務室和候車室。原本月台靠近平交道一處設有車站大樓暨檢票口，而月台上設有上蓋與候車室。在西丸子線廢止後，別所線有一段時間於此站沒有列車交會情況。在1970年代的站內平交道廢止，路軌變成1面1線的島式月台，現時的下行月台與車站大樓之間加設行人通道。隨後很快變成無人車站。在1980年代再次設置車站職員，車站大樓被拆毀，月台上的候車室進行翻新，並新建車站事務室。隨著中鹽田站的列車交會與折返設施廢止，此站重用可作列車交會和折返的設施，變回1面2線的島式月台。再次設置站內平交道。由於車站鄰近生島足島神社，因此月台上的車站大樓外牆塗上了與該神社舊齋館「報恩殿」（於2014年拆毀）柱身相同模樣的裝飾直至現在。在2000年代，月台高度提升。而舊車站大樓地方變成緣了停車場和單車停泊場。由於此站曾經為兩6鐵路線的分支車站，因此車站範圍較廣，一些用地用作放置物資。
在西丸子線廢止後，有一段時間為無人車站，但是後來再次設置車站職員，這是此站可轉乘西丸子線巴士路線與車站內重開列車交會、折返設施，當中職員會負責處理上田巴士（當時與鐵路線屬同一公司）回數券。另外，由於上田原站站內的鐵路車廠遷移至此站，因此此站也有車廠的相關人員駐守。曾經於上田站內設有車廠和留置線，後來自從1997年北陸新幹線部分開通，上田站進行翻新和別所線高架化工程之際，於上田站的車廠也合併至此站。自從此處成為了別所線唯一車廠。
另外，現在車站職員會在此站負責售賣車票和向下車乘客收取車費，當中不包括乘車時檢票。而現時的車站大樓沒有設計檢票口，實際上也沒有檢票口。因此，雖然此站設有職員當值，也同時在月台出入口設有1台乘車站證明券發行機。可被視為"設有職員當值的無人車站"。
截至2020年1月，此站整日設有職員當值，櫃臺營業時間為早上7時30分至晚上8時，其他時間車站職員會專注在為下車乘客收集車票，以及管理列車出發。另外，在9時15分至9時30分之間由於需要進行列車調度工作，該段時間為休息時間。
由於此站至別所溫泉之間沒有列車交會設施設，因此該區間只可容納1架列車（中野站已預留位置加設列車交會設施，但是現時還未有動工）。

### 月台
| 月台 | 路線    | 上下行 | 方向         |
| ---- | ------- | ------ | ------------ |
| 南邊 | ■別所線 | 下行   | 別所溫泉方向 |
| 北側 | ■別所線 | 上行   | 上田方向     |

在旅客資料上沒有編排月台號碼。

### 其他站內設施
- 上田電鐵總部（登記地址為此處，但是實際總部位於上田交通總部內）
- 上田電鐵別所線技術區
- 上田電鐵下之鄉變電站

## 使用狀況
以下為近年一日平均乘車人次列表。
| 年度   | 一日平均 乘車人次 |
| ------ | ----------------- |
| 2010年 | 143               |
| 2011年 | 148               |
| 2012年 | 154               |
| 2013年 | 151               |
| 2014年 | 160               |
| 2015年 | 159               |
| 2016年 | 168               |
| 2017年 | 160               |

## 車站周邊
- 東鹽田郵局
- 生島足島神社[1]
- 長福寺（信州夢殿）[1]
- 社會福祉法人敬老園下之鄉敬老園

## 巴士路線
上田巴士
- 西丸子線　下之鄉站～東鹽田小學（日语：上田市立東塩田小学校）～富士山～（下組 ※只限部分班次）～林間工業團地～原～御岳堂～河原町～丸子町站（日语：丸子町駅）
- 信州上田地脈線（※在4月1日～11月30日之間運行。在2021年5月1日前為鹽田町站到發的「信州之鎌倉穿梭巴士」[3]）　下之鄉站～東鹽田小學～無言館（日语：無言館）～前山寺（日语：前山寺）～櫻國際高校（日语：さくら国際高校）前～別所溫泉站～別所溫泉（日语：別所温泉）

## 相鄰車站
上田電鐵
■別所線
大學前（BE08）－下之鄉（BE09）－中鹽田（BE10）

### 曾經存在的路線
上田丸子電鐵
西丸子線
下之鄉－宮前

## 注腳
1. 1 2 3 4 5 6 7  信濃毎日新聞社出版部. . 信濃毎日新聞社. 2011-07-24: 332. ISBN 9784784071647 （日语）.
2. ↑  《長野縣統計書》各年度版
3. ↑  信州の文化遺産と歴史を訪ねて…　信州上田レイライン線のご案内 （页面存档备份，存于）（日語）上田巴士

## 外部連結
- 下之鄉站（BE9） | 上田電鐵株式會社 （页面存档备份，存于）（日語）